# Чечеліївка
Чечелі́ївка — село в Україні, в Олександрійському районі Кіровоградської області. Населення становить 810 осіб. Входить до складу Петрівської селищної громади.

## Історія
Назва села походить від козацького шляхетського роду Чечелів. Перша назва в сер. 18 ст. (1751 р.) — слобода Верблюжка, згодом центр Верблюжської роти Слобідського полку. Пізніше перейменована на Чечеліївку (з 1776 р.), за прізвищем власника — осадчого цієї слободи і колишнього сотника Слобідського полку Йосипа Дмитровича Чечеля (вихідця з с. Крукова Миргородського полку), сина сердюцького полковника та наказного гетьмана Дмитра Васильовича Чечеля, захисника Батурина. Крім цього, слобода входила в список поселень, де існували православні церкви на 1756 р.
Станом на 1886 рік у селі Новостародубської волості Олександрійського повіту Херсонської губернії мешкало 1812 осіб, налічувалось 386 дворових господарств, існували православна церква та школа, відбувались базари по неділях та святах.
Під час організованого радянською владою Голодомору 1932—1933 років померло щонайменше 9 жителів села.

## Пам'ятки
У селі збереглася Свято-Покровська церква — пам'ятка архітектури місцевого значення, 1901 року побудови. Також є братська могила радянських воїнів (поховано 719 осіб), розташована біля клубу. Це — пам'ятка історії місцевого значення (охоронний номер 816).

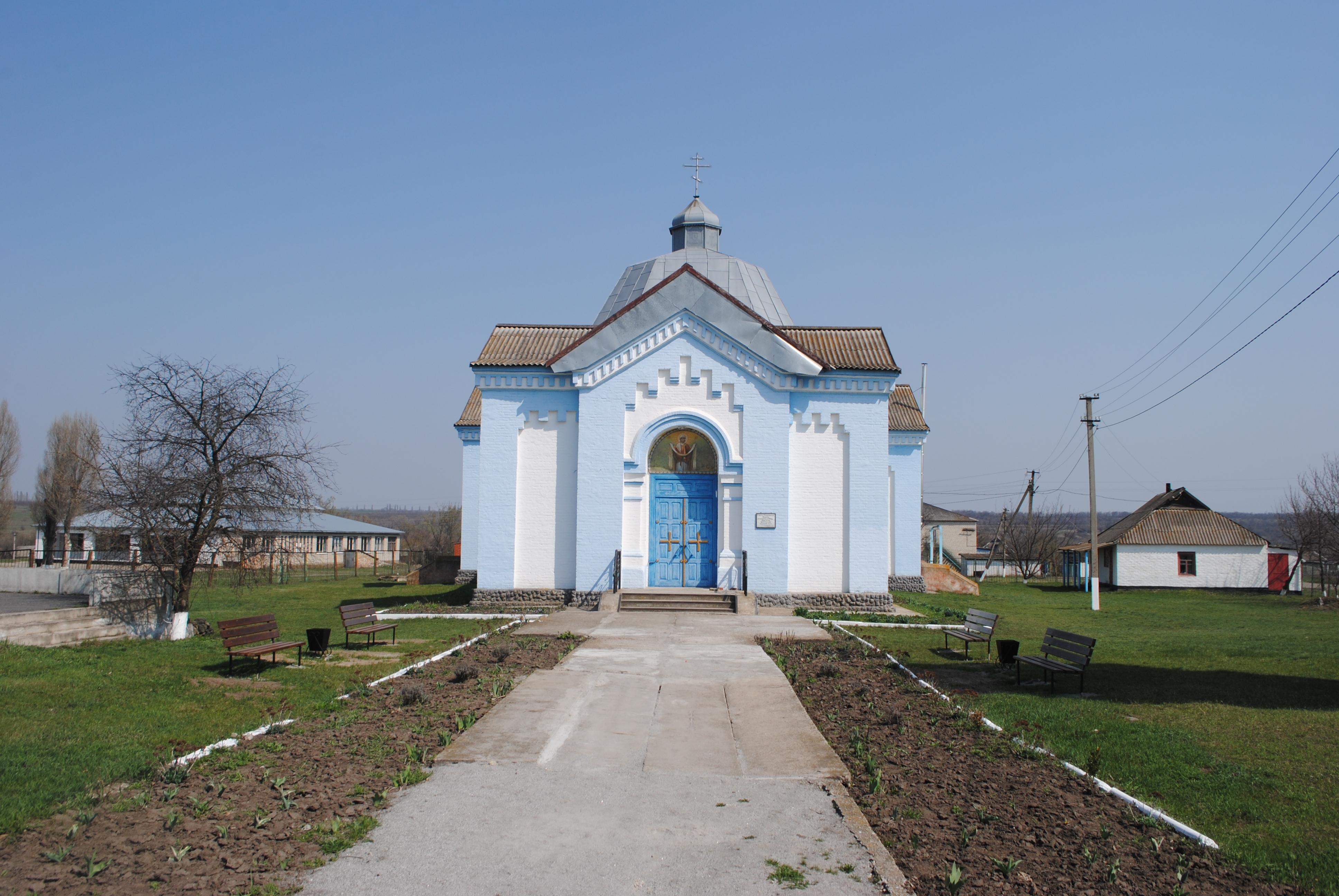
Свято-Покровська церква (квітень 2018)
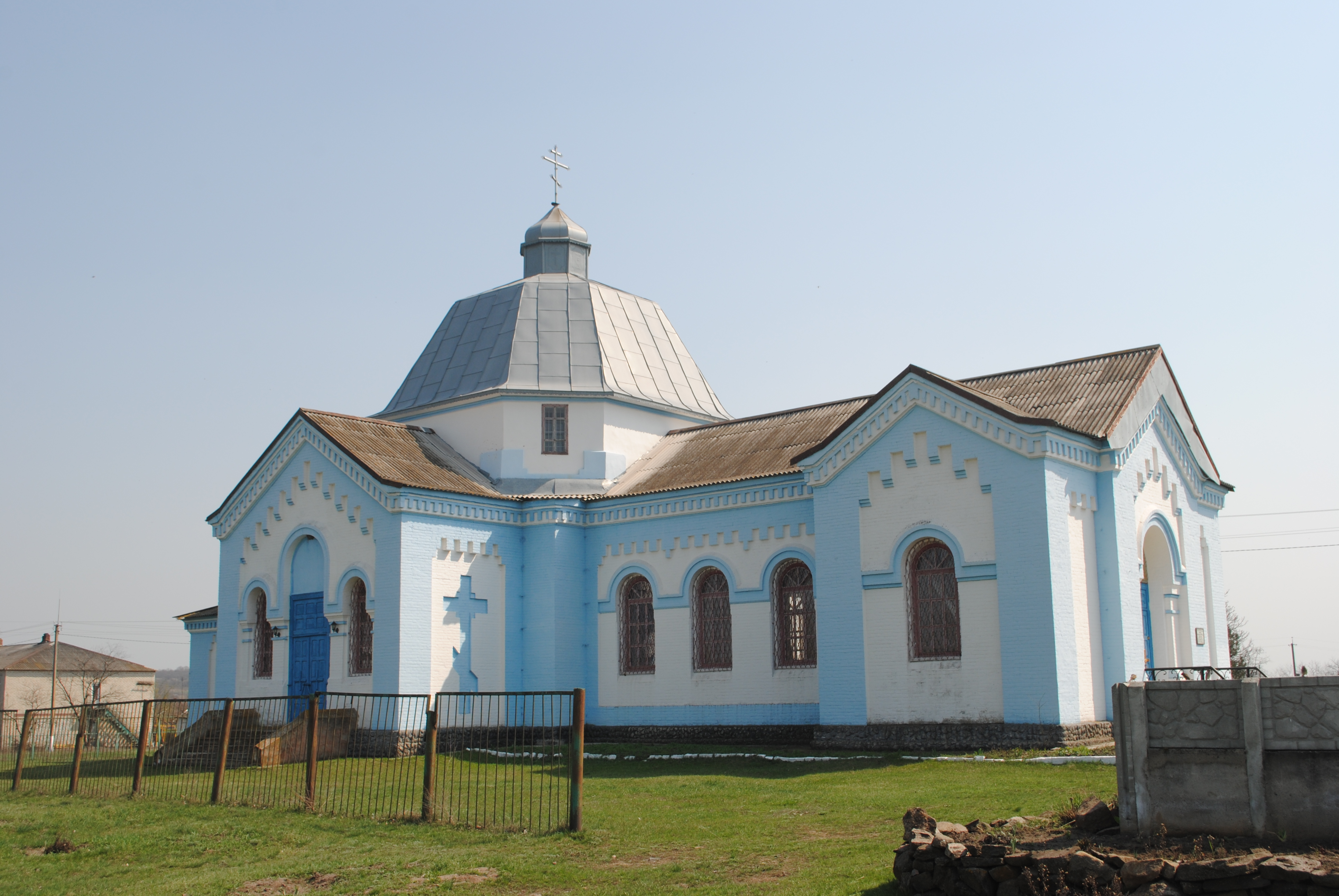
Свято-Покровська церква (квітень 2018)
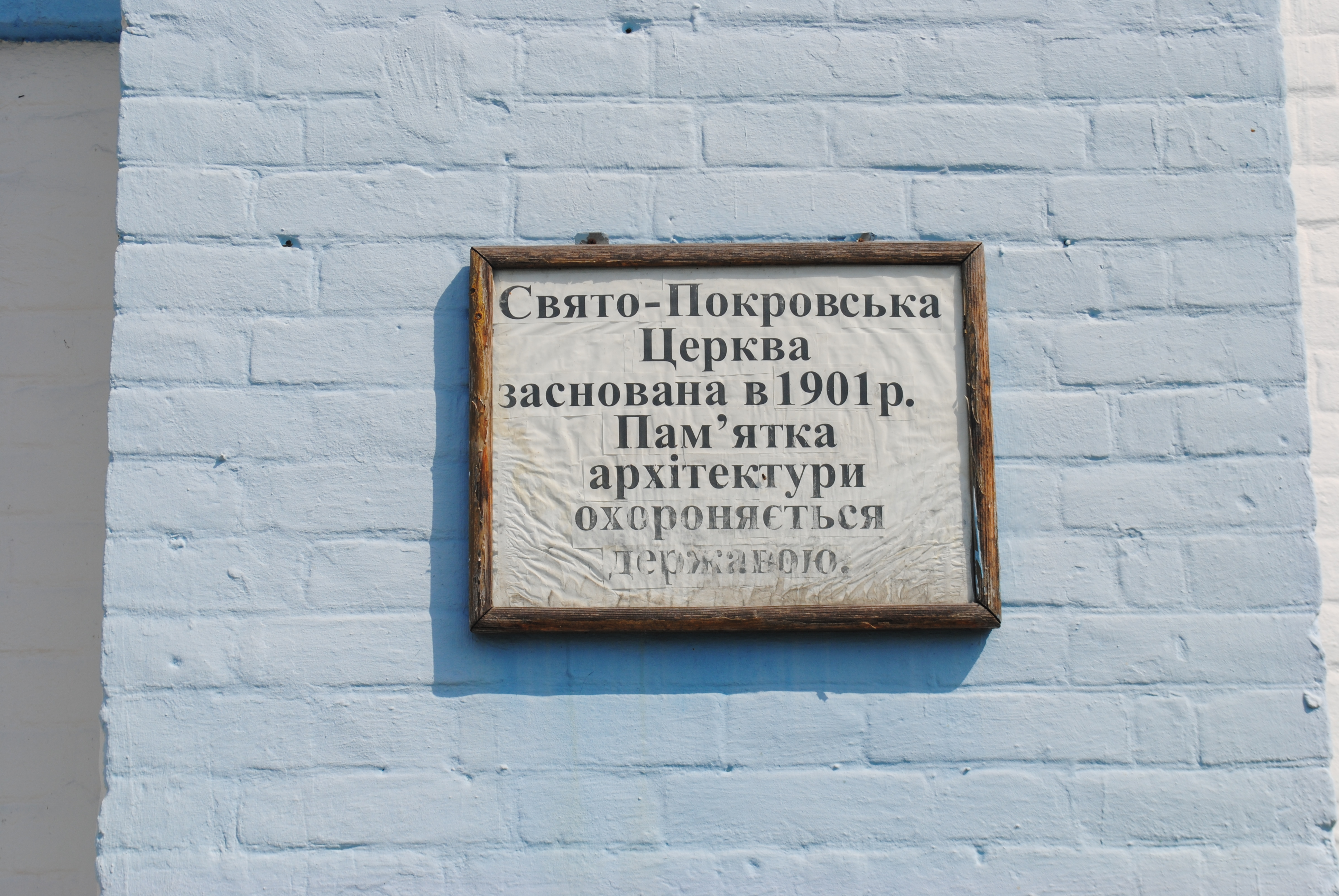
Пам'яткоохоронна дошка (квітень 2018)
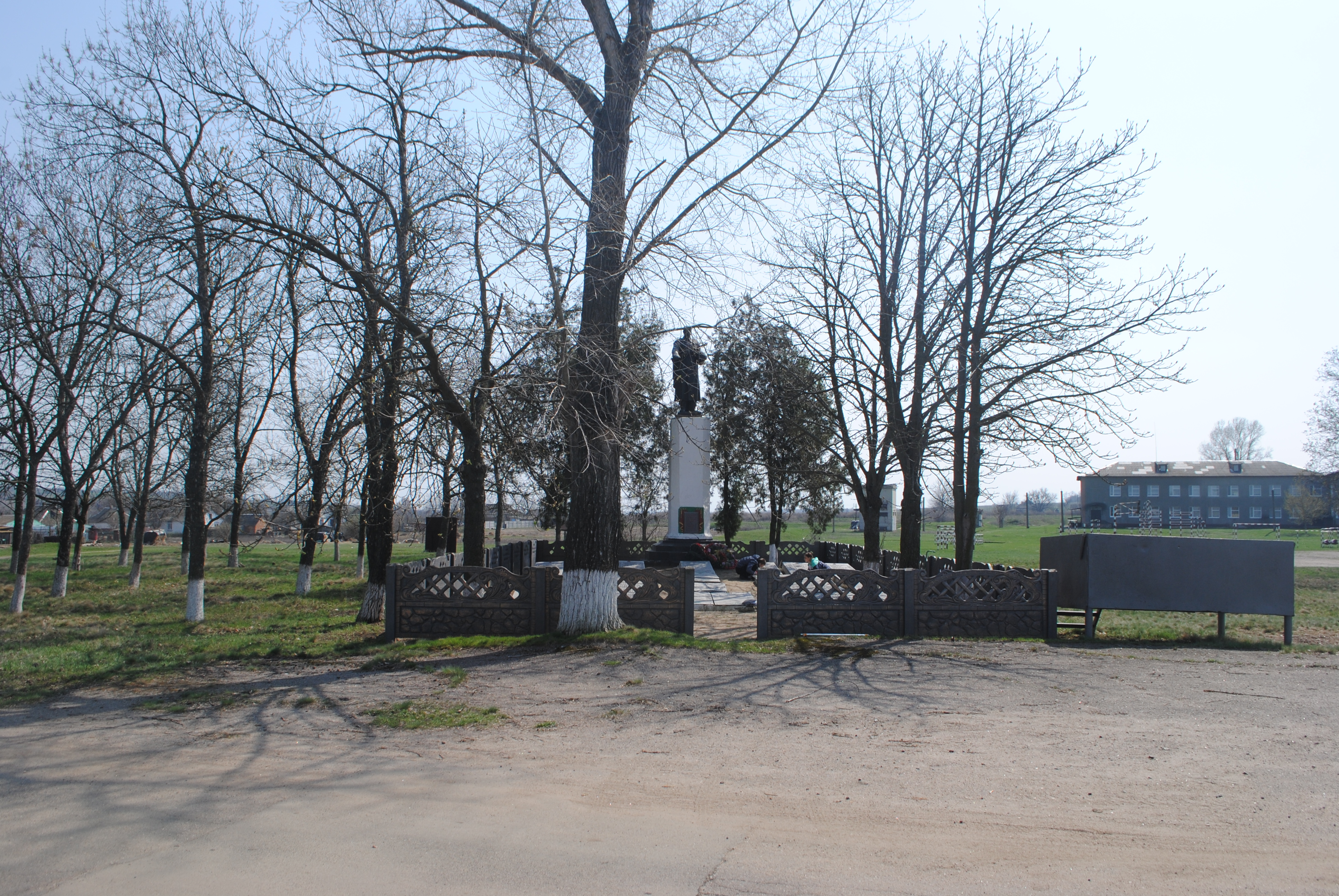
Братська могила радянських воїнів (квітень 2018)

## Населення
Згідно з переписом УРСР 1989 року чисельність наявного населення села становила 1326 осіб, з яких 595 чоловіків та 731 жінка.
За переписом населення України 2001 року в селі мешкали 804 особи.

### Мова
Розподіл населення за рідною мовою за даними перепису 2001 року:
| Мова       | Відсоток |
| ---------- | -------- |
| українська | 97,65 %  |
| російська  | 1,36 %   |
| молдовська | 0,86 %   |

## Відомі люди
- Головченко Яків Іванович (1883-1921) — козак 2-ї бригади 4-ї Київської дивізії Армії УНР, Герой Другого Зимового походу.  Селянин. Неписьменний. Шахтар. В полон потрапив 17 листопада 1921 в с. Малі Міньки. Розстріляний 22 листопада 1921 року. Реабілітований 27 квітня 1998 року.[7]
- Дригін Василь Михайлович (1921—2009) — Герой Радянського Союзу.
- Кондрич Ростислав Валерійович — український військовослужбовець, старший лейтенант. Учасник російсько-української війни. Герой України (2025).